# Joanna Petterson
Joanna Petterson (ur. 24 listopada 1979) – południowoafrykańska kolarka górska.

## Kariera
Największy sukces w karierze Joanna Petterson osiągnęła 19 czerwca 2010 roku w austriackim Leogang. W zawodach Pucharu Świata w kolarstwie górskim w four-crossie zajęła tam drugie miejsce, za Holenderką Anneke Beerten, a przed Czeszką Romaną Labounkovą. Było to jej jedyne podium w sezonie 2010 i w klasyfikacji końcowej zajęła szóste miejsce. Na podium stała także w sezonie 2009 - 26 lipca w kanadyjskim Mont-Sainte-Anne była trzecia, za Anneke Beerten i Brytyjką Fionn Griffiths. Ponadto na mistrzostwach świata w Canberze w 2009 roku i rozgrywanych dwa lata później mistrzostwach świata w Champéry zajmowała dziesiąte miejsce w four-crossie. Na mistrzostwach w Canberze była także dziesiąta w downhillu. 